# 赤山镇
赤山镇，是中华人民共和国江西省萍乡市上栗县下辖的一个乡镇级行政单位。

## 行政区划
赤山镇下辖以下地区：
黄田社区、院背村、丰泉村、赤山村、兰田村、耿塘村、大院村、麻田村、幕冲村、湾里村、枫桥村、楼霞村、泉陂村、高南村、黄花村、新店村、楼前村、观泉村、万新村和周江村。